# یوآنینا ۳۸۳
سیارک ۳۸۳ (به انگلیسی: 383 Janina، نامگذاری:1894AU) سیصد و هشتاد و سومین سیارک کشف شده‌است که در ۲۹ ژانویه ۱۸۹۴ و در نیس کشف شد.
قدر مطلق سیارک برابر ۹٫۹۱ است.